# Ehrendingen
Ehrendingen (gsw. Ääredinge) – gmina w Szwajcarii, w kantonie Argowia, w okręgu Baden. Liczba mieszkańców 31 grudnia 2022 roku wynosiła 4829. 1 stycznia 2006 do gminy przyłączono gminy Oberehrendingen oraz Unterehrendingen.